# Liste der Bodendenkmale in Borgdorf-Seedorf
In der Liste der Bodendenkmale in Borgdorf-Seedorf sind die Bodendenkmale der Gemeinde Borgdorf-Seedorf nach dem Stand der Bodendenkmalliste des Archäologischen Landesamts Schleswig-Holstein von 2016 aufgelistet.
| Denkmal-ID           | Befundart               | Bezeichnung                   | Zeitstellung                 | Lage | Bemerkungen | Bild |
| -------------------- | ----------------------- | ----------------------------- | ---------------------------- | ---- | ----------- | ---- |
| aKD-ALSH-Nr. 003 010 | Grabmal > Grabhügel     | Grabhügel                     | Vor- und/oder Frühgeschichte |      |             |      |
| aKD-ALSH-Nr. 003 011 | Grabmal > Grabhügel     | Grabhügel                     | Vor- und/oder Frühgeschichte |      |             |      |
| aKD-ALSH-Nr. 003 012 | Grabmal > Grabhügel     | Grabhügel                     | Vor- und/oder Frühgeschichte |      |             |      |
| aKD-ALSH-Nr. 003 013 | Grabmal > Grabhügel     | Grabhügel                     | Vor- und/oder Frühgeschichte |      |             |      |
| aKD-ALSH-Nr. 003 014 | Grabmal > Grabhügel     | Grabhügel                     | Vor- und/oder Frühgeschichte |      |             |      |
| aKD-ALSH-Nr. 003 015 | Grabmal > Grabhügel     | Grabhügel                     | Vor- und/oder Frühgeschichte |      |             |      |
| aKD-ALSH-Nr. 003 016 | Grabmal > Grabhügel     | Grabhügel                     | Vor- und/oder Frühgeschichte |      |             |      |
| aKD-ALSH-Nr. 003 017 | Befestigung > Burg      | Burg/Motte/Ringwall/Turmhügel | Mittelalter                  |      |             |      |
| aKD-ALSH-Nr. 003 018 | Grabmal > Grabhügel     | Grabhügel                     | Vor- und/oder Frühgeschichte |      |             |      |
| aKD-ALSH-Nr. 003 019 | Grabmal > Großsteingrab | Steinkammer 1                 | Neolithikum                  |      |             |      |
| aKD-ALSH-Nr. 003 020 | Grabmal > Grabhügel     | Grabhügel                     | Vor- und/oder Frühgeschichte |      |             |      |
| aKD-ALSH-Nr. 003 021 | Grabmal > Grabhügel     | Grabhügel                     | Vor- und/oder Frühgeschichte |      |             |      |
| aKD-ALSH-Nr. 003 022 | Grabmal > Grabhügel     | Grabhügel                     | Vor- und/oder Frühgeschichte |      |             |      |
| aKD-ALSH-Nr. 003 023 | Grabmal > Grabhügel     | Grabhügel                     | Vor- und/oder Frühgeschichte |      |             |      |
| aKD-ALSH-Nr. 003 024 | Grabmal > Grabhügel     | Grabhügel                     | Vor- und/oder Frühgeschichte |      |             |      |